# Schaumlöffel (Wuppertal)
Schaumlöffel (im 18. Jahrhundert auch Einernstraße genannt) ist ein Ortsteil im Norden der bergischen Großstadt Wuppertal.

## Lage und Beschreibung
Die Ortslage liegt auf einer Höhe von 295 m ü. NHN auf der Wasserscheide der Flusssysteme der Wupper und der Ruhr an der Kreuzung der Straßen Märkische Straße, Huxel, Einern und Hatzfelder Straße; letztere sind als Landesstraße 432 gewidmet. Die Kreisstraße 14 (Ennepe-Ruhr-Kreis) zweigt in Schaumlöffel von der L432 ab.
Die Ortslage befindet sich am Rande des Wohnquartiers Nächstebreck-West (Stadtbezirk Oberbarmen) an der Grenze zum Wohnquartier Hatzfeld (Stadtbezirk Barmen) und dem Sprockhöveler Ortsteil Gennebreck.
Schaumlöffel ist keine einzelstehende Siedlung, sondern befindet sich am Rande größerer Wohn- und Gewerbegebiete Hatzfelds und Nächstebrecks, die es von drei Seiten umgeben. Nördlich der Ortslage fällt auf Sprockhöveler Gebiet ein überwiegend agrarisch genutztes Areal zum Deilbach ab.

## Geschichte und Etymologie
Schaumlöffel entstand unter dem Namen Einernstraße erst Mitte des 18. Jahrhunderts, die heute bestehende Siedlungsbezeichnung Schaumlöffel für den Ort ist nur unwesentlich jünger. Schaumlöffel lag an einer bedeutenden Kohlenstraße von Witten nach Elberfeld, auf der den Fabriken im Wupperraum durch selbstständige Kohlentreiber der Brennstoff geliefert wurden.
Um 1800 besteht Schaumlöffel aus einem königlichen Zollkontor an der Grenze der Bauerschaften Gennebreck und Nächstebreck sowie mehreren kleineren Erbpachtkotten, die im Rodungsgebiet der Einerner Mark um 1750 erbaut wurden. 1785 arbeitete dort der Goldwaagenfertiger Peter Caspar Hahne, der 1778 dort einen der Kotten erwarb.
Im 19. Jahrhundert befanden sich in Schaumlöffel eine Schule und eine Gastwirtschaft, die sich bis in jüngste Zeit erhalten haben. Schaumlöffel gehörte zur Landgemeinde Gennebreck im Kreis Schwelm. Der Ort ist auf der Topographischen Aufnahme der Rheinlande von 1824 als Schaumlöffel und auf der Preußischen Uraufnahme von 1843 als Am Schaumlöffel beschriftet, auf dem Wuppertaler Stadtplan von 1930 mit Schaumlöffel. Südwestlich der Hofstelle verlief die Grenze zur Stadt Barmen.
Im Gemeindelexikon für die Provinz Westfalen von 1887 werden vier Wohnhäuser mit 34 Einwohnern angegeben.
Der Name Schaumlöffel geht indirekt auf diese Gaststätte zurück: Die Kohlentreiber – ein eher rauer Menschenschlag, der auch selten um einen gehässigen Spottnamen für die Höfe und Orte an Kohlenwegen verlegen war und so zahlreiche Ortsbezeichnungen der Umgebung prägte – kehrten gerne in den Gastwirtschaften am Weg ein. Die ausgeschenkte Branntweinmenge schien ihnen am Gasthaus Einernstraße aber regelmäßig zu gering. Nach ihrer Lesart wurde dort der Branntwein aus dem Fass nur mit einem Schaumlöffel geschöpft, aus dem die meiste Flüssigkeit scheinbar wieder herauslief, bevor daraus eingeschenkt wurde. So ging die Bezeichnung dieses Küchengerätes auf den Ort über.
Mit der Kommunalreform von 1929 wurde der südliche Teil um Schaumlöffel von Gennebreck abgespalten und in die neu gegründete Stadt Wuppertal eingemeindet.
In den 1950er Jahren bestand bei Schaumlöffel einer der ersten Verkehrsübungsplätze in Deutschland.